# Мажуранич, Матия
Матия Мажуранич (хорв. Matija Mažuranić; 4 февраля 1817, Нови-Винодолски — 17 апреля 1881, Грац) — хорватский писатель-путешественник, автор рассказов о путешествиях. Брат хорватского писателя Ивана Мажуранича и лингвиста Антона Мажуранича. По профессии кузнец, в литературе самоучка. Принимал активное участие в национально-освободительном движении (иллиризм). Автор прозаического произведения очерка «Взгляд на Боснию» («Pogled u Bosnu» / «Pogled na Bosnu», 1842).

## Биография
Матия Мажуранич родился в Нови-Винодольски. В своём родном городе он обучился кузнечному делу. До 1841 года он часто путешествовал по Боснии, был в Черногории и Сербии.
Вернувшись на родину в 1841 году он занимался кузнечным ремеслом и сельским хозяйством. Стал заниматься вопросами культуры, писал книги. В 1847 году Матия Мажуранич посетил Вену, в 1848 году — Сараево (Босния). После Сараево (точная дата не сохранилась) Матия отправился в Стамбул, легенды утверждают, что он добрался до Суэца и был в Египете.
В 1852 году Матия снова возвращается на родину. 
В 1879 году он заболел. Он стал жить уединённой спокойной жизнью. Со временем начали появляться симптомы дегенерации разума. В 1881 году Матиас лечился в санатории известного врача-психиатра Рихард фон Краффт-Эбинга в Фельдхофе близ Граца, где умер 17 апреля 1881 года.

## Литературное творчество
Как писатель Матия Мажуранич стал известен в 1842 году своим романом-путешествием «Взгляд в Боснию». Путешествуя пешком и верхом из Карловац, Сисака и Костайницы, через Белград в Сараево, Травник, через Румынию до Зворника он вёл путевые дневники. Это своё путешествие в Боснию он описал как приключение и как реалистичный рассказ об увиденном и пережитом. Это описание Боснии считалось образцовым.

## Произведения
- Pogled u Bosnu, ili kratak put u onu krajinu, učinjen 1839—40. po jednom domorodcu, Zagreb, 1842.
- Izabrana djela, PSHK, knj. 32, Zagreb, 1965.